# Everything Zen
Everything Zen è il primo singolo del gruppo rock britannico Bush, pubblicato nel 1995 ed estratto dall'album Sixteen Stone.

## Tracce
- CD

1. Everything Zen (Radio Edit)
2. Bud
3. Monkey
4. Everything Zen

## Video
Il videoclip della canzone è stato diretto da Matt Mahurin.